# Acleris abietana
Acleris abietana är en fjärilsart som beskrevs av Jacob Hübner 1823. Acleris abietana ingår i släktet Acleris och familjen vecklare. Inga underarter finns listade i Catalogue of Life.